# Stefan Ludwig
Stefan Ludwig (ur. 3 września 1887 we Lwowie, zm. 3 kwietnia 1944) – podpułkownik artylerii Wojska Polskiego.

## Życiorys
Stefan Ludwig urodził się 3 września 1887 we Lwowie. W latach 1912–1913 wziął udział w mobilizacji sił zbrojnych Monarchii Austro-Węgierskiej, wprowadzonej w związku z wojną na Bałkanach. W czasie I wojny światowej walczył w szeregach c. i k. armii. Na stopień porucznika został mianowany ze starszeństwem z 1 lutego 1917 roku w korpusie oficerów rezerwy artylerii polowej i górskiej. Jego oddziałem macierzystym był pułk artylerii polowej nr 124.
W 1918 roku został przyjęty do Wojska Polskiego. Został awansowany na stopień majora artylerii ze starszeństwem z dniem 1 czerwca 1919. W 1923 był dowódcą II dywizjonu w 11 pułku artylerii polowej w Stanisławowie, a w 1924 dowódcą I dywizjonu w 24 pułku artylerii polowej w Jarosławiu. Później został awansowany na stopień podpułkownika artylerii ze starszeństwem z dniem 1 stycznia 1927. W 1928 był dowódcą 1 oddziału służby uzbrojenia w Modlinie. Na początku 1929 został przeniesiony ze stanowiska 1 batalionu parkowego do Powiatowej Komendy Uzupełnień Jarosław na stanowisko pełniącego obowiązki komendanta. W styczniu 1930 roku został zwolniony z zajmowanego stanowiska i oddany do dyspozycji dowódcy Okręgu Korpusu Nr X, a z dniem 31 maja tego roku przeniesiony w stan spoczynku.
W 1934 jako oficer przeniesiony w stan spoczynku był przydzielony do Oficerskiej Kadry Okręgowej nr VI jako oficer przewidziany do użycia w czasie wojny i pozostawał wówczas w ewidencji Powiatowej Komendy Uzupełnień Lwów Miasto.
Podczas II wojny światowej był oficerem Polskich Sił Zbrojnych w stopniu podpułkownika. Zmarł 3 kwietnia 1944. Został pochowany na brytyjskim cmentarzu wojennym w Ramleh w Palestynie (miejsce 5-B-14). Tego samego dnia zmarł płk Stanisław Juszczacki, pochowany tuż obok ppłk. Stefana Ludwiga.

## Ordery i odznaczenia
- Signum Laudis Brązowy Medal Zasługi Wojskowej z mieczami na wstążce Krzyża Zasługi Wojskowej[14]
- Krzyż Wojskowy Karola[14]
- Krzyż Pamiątkowy Mobilizacji 1912–1913[14]